# Kabinet-Berlusconi III
Het kabinet-Berlusconi III is een Italiaanse regering die op 23 april 2005 werd gevormd. Het kabinet regeerde slechts iets meer dan een jaar. Op 5 mei 2006 bood premier Silvio Berlusconi namens zijn kabinet zijn ontslag aan bij president Carlo Azeglio Ciampi.

## Ontstaan
Het Kabinet-Berlusconi III was in feite een voortzetting van het Kabinet-Berlusconi II, de langstzittende naoorlogse regering van Italië, die ten val kwam na de voor het Huis van de Vrijheden (Berlusconi's coalitie) desastreus verlopen regionale verkiezingen van 3 en 4 april 2005. De coalitiepartijen hielden toen slechts stand in de regio's Venetië en Lombardije. De UDC en NPSI, twee coalitiepartijen binnen het Huis van de Vrijheden, trokken daarop hun ministers terug uit het kabinet.
Nadat Berlusconi het ontslag van zijn kabinet had ingediend, gaf president Ciampi hem de opdracht om een nieuwe regering te vormen. Het op 23 april 2005 gepresenteerde Kabinet-Berlusconi III bestond uit dezelfde partijen, maar deels andere ministers. Ook werd een nieuw regeringsprogramma gepresenteerd, waarin - op aandringen van de UDC en de Alleanza Nazionale - wat minder aandacht werd besteed aan belastingverlagingen en wat meer aan sociaal-economische problemen.

## Einde
Een jaar later verloor Berlusconi's coalitie de Italiaanse parlementsverkiezingen van 2006, die werden gewonnen door zijn rivaal Romano Prodi, leider van de alliantie De Unie. Prodi vormde een nieuw kabinet. Op 17 mei 2006 werden Prodi en zijn ministersploeg ingezworen door de nieuwe Italiaanse president, Giorgio Napolitano.

## Compositie
Het Kabinet-Berlusconi bestond uit 99 personen, een record in de Italiaanse geschiedenis. Er waren 27 ministers (inclusief de premier), 9 onderministers en 63 staatssecretarissen.
De partijen die deel uitmaakten van de coalitieregering (Huis van de Vrijheden) waren:
- Forza Italia (FI)
- Alleanza Nazionale (AN)
- Unie van Christendemocraten en Centrum-Democraten (UDC)
- Lega Nord (LN)
- Socialistische Partij- Nieuwe PSI (NPSI)
- Republikeinse Partij van Italië (PRI)

Daarnaast maakten 4 partijloze ("technocratische") ministers deel uit van het kabinet.

## Kabinet–Berlusconi III (2005–2006)
| Ambtsbekleder                              | Ambtsbekleder          | Ambtsbekleder                 | Functie                                      | Ambtstermijn      | Ambtstermijn      | Partij |
| ------------------------------------------ | ---------------------- | ----------------------------- | -------------------------------------------- | ----------------- | ----------------- | ------ |
|                                            | Silvio Berlusconi      | Silvio Berlusconi (1936–2023) | Premier                                      | 11 juni 2001      | 17 mei 2006       | FI     |
|                                            | Gianfranco Fini        | Gianfranco Fini (1952)        | Vicepremier                                  | 11 juni 2001      | 17 mei 2006       | AN     |
| Minister van Buitenlandse Zaken            | Gianfranco Fini        | Gianfranco Fini (1952)        | 18 november 2004                             |                   | 17 mei 2006       | AN     |
|                                            | Giulio Tremonti        | Giulio Tremonti (1947)        | Vicepremier                                  | 23 april 2005     | 8 mei 2006        | FI     |
|                                            | Gianni Letta           | Gianni Letta (1935)           | Secretaris- generaal                         | 11 juni 2001      | 17 mei 2006       | FI     |
|                                            | Giuseppe Pisanu        | Giuseppe Pisanu (1937)        | Minister van Binnenlandse Zaken              | 2 juli 2002       | 17 mei 2006       | FI     |
|                                            | Domenico Siniscalco    | Domenico Siniscalco (1954)    | Minister van Financiën                       | 16 juli 2004      | 22 september 2005 | O      |
|                                            | Giulio Tremonti        | Giulio Tremonti (1947)        | Minister van Financiën                       | 22 september 2005 | 8 mei 2006        | FI     |
|                                            | Silvio Berlusconi      | Silvio Berlusconi (1936–2023) | Minister van Financiën                       | 8 mei 2006        | 17 mei 2006       | FI     |
|                                            | Roberto Castelli       | Roberto Castelli (1946)       | Minister van Justitie                        | 11 juni 2001      | 17 mei 2006       | LN     |
|                                            | Claudio Scajola        | Claudio Scajola (1948)        | Minister van Economische Zaken               | 23 april 2005     | 17 mei 2006       | FI     |
|                                            | Antonio Martino        | Antonio Martino (1942–2022)   | Minister van Defensie                        | 11 juni 2001      | 17 mei 2006       | FI     |
|                                            | Francesco Storace      | Francesco Storace (1959)      | Minister van Volksgezondheid                 | 23 april 2005     | 11 maart 2006     | AN     |
|                                            | Silvio Berlusconi      | Silvio Berlusconi (1936–2023) | Minister van Volksgezondheid                 | 11 maart 2006     | 17 mei 2006       | FI     |
|                                            | Roberto Maroni         | Roberto Maroni (1955–2022)    | Minister van Arbeid en Sociale Zaken         | 11 juni 2001      | 17 mei 2006       | LN     |
|                                            | Letizia Moratti        | Letizia Moratti (1949)        | Minister van Onderwijs                       | 11 juni 2001      | 17 mei 2006       | FI     |
| Minister van Hoger Onderwijs en Wetenschap | Letizia Moratti        | Letizia Moratti (1949)        |                                              | 11 juni 2001      | 17 mei 2006       | FI     |
|                                            | Pietro Lunardi         | Pietro Lunardi (1939)         | Minister van Infrastructuur en Transport     | 11 juni 2001      | 17 mei 2006       | FI     |
|                                            | Gianni Alemanno        | Gianni Alemanno (1958)        | Minister van Landbouw                        | 11 juni 2001      | 17 mei 2006       | AN     |
|                                            | Altero Matteoli        | Altero Matteoli (1940–2017)   | Minister van Milieu                          | 11 juni 2001      | 17 mei 2006       | AN     |
|                                            | Rocco Buttiglione      | Rocco Buttiglione (1948)      | Minister van Cultuur                         | 23 april 2005     | 17 mei 2006       | UDC    |
|                                            | Mario Landolfi         | Mario Landolfi (1959)         | Minister van Communicatie                    | 23 april 2005     | 17 mei 2006       | AN     |
|                                            | Carlo Giovanardi       | Carlo Giovanardi (1950)       | Minister voor Parlementaire Betrekkingen     | 11 juni 2001      | 17 mei 2006       | UDC    |
|                                            | Mario Baccini          | Mario Baccini (1957)          | Minister voor Publieke Diensten              | 4 december 2004   | 17 mei 2006       | UDC    |
|                                            | Enrico La Loggia       | Enrico La Loggia (1947)       | Minister voor Regionale Zaken                | 11 juni 2001      | 17 mei 2006       | FI     |
|                                            | Giuseppe Pisanu        | Stefano Caldoro (1960)        | Minister voor Overheidsbeleid                | 23 april 2005     | 17 mei 2006       | NPSI   |
|                                            | Roberto Calderoli      | Roberto Calderoli (1956)      | Minister voor Bestuurlijke Vernieuwing       | 23 april 2005     | 20 februari 2006  | LN     |
|                                            | Giorgio La Malfa       | Giorgio La Malfa (1939)       | Minister voor Europese Zaken                 | 23 april 2005     | 17 mei 2006       | PRI    |
|                                            | Gianfranco Miccichè    | Gianfranco Miccichè (1954)    | Minister voor Regionale Zaken en Zuid-Italië | 23 april 2005     | 17 mei 2006       | FI     |
|                                            | Lucio Stanca           | Lucio Stanca (1941)           | Minister voor Technologische Ontwikkelingen  | 11 juni 2001      | 17 mei 2006       | FI     |
|                                            | Mirko Tremaglia        | Mirko Tremaglia (1926–2011)   | Minister voor Diaspora                       | 11 juni 2001      | 17 mei 2006       | AN     |
|                                            | Stefania Prestigiacomo | Stefania Prestigiacomo (1966) | Minister voor Gelijkheid                     | 23 april 2005     | 17 mei 2006       | FI     |

De Gasperi II · De Gasperi III · De Gasperi IV · De Gasperi V · De Gasperi VI · De Gasperi VII · De Gasperi VIII · Pella · Fanfani I · Scelba · Segni I · Zoli · Fanfani II · Segni II · Tambroni · Fanfani III · Fanfani IV · Leone I · Moro I · Moro II · Moro III · Leone II · Rumor I · Rumor II · Rumor III · Colombo · Andreotti I · Andreotti II · Rumor IV · Rumor V · Moro IV · Moro V · Andreotti III · Andreotti IV · Andreotti V · Cossiga I · Cossiga II · Forlani · Spadolini I · Spadolini II · Fanfani V · Craxi I · Craxi II · Fanfani VI · Goria · De Mita · Andreotti VI · Andreotti VII · Amato I · Ciampi · Berlusconi I · Dini · Prodi I · D'Alema I · D'Alema II · Amato II · Berlusconi II · Berlusconi III · Prodi II · Berlusconi IV · Monti · Letta · Renzi · Gentiloni · Conte I · Conte II · Draghi · Meloni